# Федорівка (Коростенський район)
Фе́дорівка — село в Україні, в Коростенському районі Житомирської області. Населення за переписом 2001 року становить 659 осіб. Входить до складу Малинської міської громади.
Через село протікає річка Вирва.
На південь від села розташований гідрологічний заказник «Щуче».
До 2020 року орган місцевого самоврядування — Федорівська сільська рада.

## Населення

### Мова
Розподіл населення за рідною мовою за даними перепису 2001 року:
| Мова       | Кількість | Відсоток |
| ---------- | --------- | -------- |
| українська | 645       | 97.88%   |
| російська  | 13        | 1.97%    |
| білоруська | 1         | 0.15%    |
| Усього     | 659       | 100%     |